# Розелин Фиљо
Розелин Фиљо (фр. Roseline Filion; Лавал, 3. јул 1987) је канадска скакачица у воду чија специјалност су углавном скокови са торња, како у појединачној тако и у конкуренцији синхронизованих парова. Њена партнерка у синхронизованим скоковима још од 2005. године је Меган Бенфето. 
Скокове у воду почела је да тренира са 9 година, а пре тога тренирала је гимнастику, а прво значајније такмичење на ком је наступила било је јуниорско првенство Канаде 1998. године. За репрезентацију Канаде почиње да се такмичи 2005. године, и исте године изненађујуће осваја бронзану медаљу на светском првенству у Монтреалу, а потом су уследиле бројне медаље на Играма Комонвелта и Панамеричким играма. Била је делом канадског олимпијског тима на три узастопне Олимпијаде, у Лондону 2012. је освојила бронзу у синхронизованим скоковима, баш као и у Рију 2016.. На Играма 2008. у Пекингу заузела је 7. место у синхронизованим скоковима са торња. Са светских првенстава има још и две сребрне медаље, по једну из Барселоне 2013. и Казања 2015. године.